# Wapen van Schagen
Het wapen van Schagen werd op 30 juni 2014 aan de Nederlandse gemeente Schagen per Koninklijk Besluit door de Hoge Raad van Adel toegekend. Het vervangt het op 26 juni 1816 aan de toenmalige gemeente toegekende wapen. Op 3 februari 2015 zal het wapendiploma tijdens de raadsvergadering worden gepresenteerd.

## Geschiedenis
Een legende vertelt dat het wapen door graaf Willem II van Holland aan Magnus van Schagen geschonken zou zijn. Magnus zou heldendaden hebben verricht tijdens een in 1219 gehouden kruistocht naar en beleg in Damiate. Waarschijnlijker is dat het wapen pas in de 15e of 16e eeuw is ontstaan. In 1555 is het wapen op de zegels van de stad aangebracht. Vermoedelijk was de schildhouder voor de reformatie Sint Christoforus, hij hield het kindeke Jezus vast. Na de reformatie werd het kind vervangen door de knots.
Tegenwoordig is de voorstelling goud van kleur, dit was vroeger zilver. In de 18e eeuw werd het wapen ook als zijnde zilver op keel gevoerd. In Amsterdam is er ook een gevelsteen waarop dit getoond wordt. De steen is afkomstig uit Schagen maar is in oktober 2002 in de gevel van Bloemgracht 15 ingemetseld. Naast de kleur wijkt op de steen ook de vorm van de cirkel waar de roos in ligt af, op de gevelsteen ontbreekt deze cirkel namelijk. Jan Hilbers heeft de steen gerestaureerd voordat deze ingemetseld werd.
Na samenvoeging met de gemeenten Zijpe en Harenkarspel in 2013 is een nieuw wapen aangevraagd met daarin elementen uit de andere gemeenten. Dit wapen is op  30 juni 2014 toegekend. De gemeente gebruikt sinds januari 2013 in correspondentie doorgaans een gemeentelijk logo.

## Blazoen

### Eerste wapen (1816)
De beschrijving van het eerste wapen van Schagen luidt als volgt:
In rood een roos, liggend in een ring en vergezeld van vier naar de schildhoeken gekeerde lelies, alles van goud. Het schild aan de achterzijde vastgehouden door een gewapende man.
Het schild is rood van kleur, met daarin een roos in een ring waaromheen wijzend naar de hoeken vier lelies. Alles is van goud. Aan de achterzijde staat een man die als schildhouder fungeert. Zijn gezicht en handen zijn van natuurlijke kleur. Hierbij wordt niet vermeld dat hij een harnas draagt en het wapen over diens schouder een knots is.

### Huidige wapen (2014)
Met het Koninklijk Besluit van 30 juni 2014 werd aan de gemeente Schagen een wapen verleend, waarvan de beschrijving luidt als volgt:
In keel een roos liggende in een ring waarop vier diagonaal geplaatste geleliede stokjes, alles van goud. Het schild gedekt met een gouden kroon van drie bladeren en twee parels en gehouden rechts door een geharnaste man, een rode pluim op zijn helm en houdende over de rechterschouder een morgenster, en links door een aanziende leeuw, staande op een grasgrond en alles van natuurlijke kleur.
Het wapenschild is ongewijzigd gebleven, maar is nu voorzien van een gravenkroon en twee schildhouders. Het huidige wapen toont de geharnaste man (heraldisch) rechts naast het schild, met als tweede schildhouder de leeuw uit het wapen van Zijpe. Het schild is gekroond met de kroon uit het wapen van Harenkarspel.

## Vergelijkbaar wapen

Het wapen van Zijpe
Het wapen van Harenkarspel
Het wapen van Dijkcollegie van Schager Kogge

Aalsmeer · Alkmaar · Amstelveen · Amsterdam · Bergen · Beverwijk · Blaricum · Bloemendaal · Castricum · Den Helder · Diemen · Dijk en Waard · Drechterland · Edam-Volendam · Enkhuizen · Gooise Meren · Haarlem · Haarlemmermeer · Heemskerk · Heemstede  · Heiloo · Hilversum · Hollands Kroon · Hoorn · Huizen · Koggenland · Landsmeer · Laren · Medemblik · Oostzaan · Opmeer · Ouder-Amstel · Purmerend · Schagen · Stede Broec · Texel · Uitgeest · Uithoorn · Velsen · Waterland · Wijdemeren · Wormerland · Zaanstad · Zandvoort